# اعمومن (آيت واويزغت)
اعمومن هو دُوَّار يقع بجماعة واويزغت، إقليم أزيلال، جهة بني ملال خنيفرة في المملكة المغربية. ينتمي الدوّار لمشيخة آيت واويزغت التي تضم 9 دواوير. يقدر عدد سكانه بـ 980 نسمة حسب الإحصاء الرسمي للسكان والسكنى لسنة 2004.

## روابط خارجية
- البوابة الوطنية للجماعات الترابية
- المندوبية السامية للتخطيط